# Volta al País Basc 1976
La Volta al País Basc 1976 fou la 16a edició de la Volta al País Basc. La cursa es disputà en cinc etapes, dues d'elles dividides en dos sectors, un d'ells contrarellotge individual, entre el 5 i el 9 d'abril de 1976 i un total de 763,5 km.
Aquesta edició va ser guanyada per l'italià Gianbattista Baronchelli (Scic), en el que era la seva primera victòria en la general d'una cursa per etapes. Baronchelli aconseguí el liderat en guanyar la tercera etapa, i ja no el va deixar fins al final de la cursa, a l'alt de San Martzial. L'acompanyaren al podi l'espanyol Javier Elorriaga (Super Ser), vencedor de la primera etapa, de la classificació per punts i líder els dos primers dies, a poc més d'un minut, i el portuguès Joaquim Agostinho (Teka). José Nazabal s'imposà en la classificació de la muntanya i l'Scic en la classificació per equips.

## Equips participants
Sis van ser els equips que van prendre la sortida, els espanyols Super Ser, Novostil-Transmallorca, Teka i Kas, i els estrangers Scic i Furzi, per completar un gran grup de 60 corredors.

## Etapes
| Etapa | Data      | Recorregut                 |                           | Km      | Vencedor de l'Etapa            | Líder de la general            | Ref.  |
| ----- | --------- | -------------------------- | ------------------------- | ------- | ------------------------------ | ------------------------------ | ----- |
| 1ª A  | 5 d'abril | Iratxe - Iratxe            | contrarellotge individual | 16      | Javier Elorriaga (ESP)         | Javier Elorriaga (ESP)         | [ 1 ] |
| 1ª B  | 5 d'abril | Iratxe - Calahorra         | Etapa plana               | 125     | Gianbattista Baronchelli (ITA) | Javier Elorriaga (ESP)         | [ 1 ] |
| 2ª    | 6 d'abril | Calahorra - Agurain        | Etapa plana               | 179 142 | Marino Basso (ITA)             | Javier Elorriaga (ESP)         | [ 1 ] |
| 3ª    | 7 d'abril | Agurain - Goiuria          | Etapa de muntanya         | 160     | Gianbattista Baronchelli (ITA) | Gianbattista Baronchelli (ITA) | [ 5 ] |
| 4ª    | 8 d'abril | Durango - Aretxabaleta     | Etapa de muntanya         | 170     | Domingo Perurena (ESP)         | Gianbattista Baronchelli (ITA) | [ 6 ] |
| 5ª A  | 9 d'abril | Aretxabaleta - Irun        | Etapa de mitja muntanya   | 145     | Marino Basso (ITA)             | Gianbattista Baronchelli (ITA) | [ 2 ] |
| 5ª B  | 9 d'abril | Irun - Alt de San Martzial | contrarellotge individual | 4,5     | José Enrique Cima (ESP)        | Gianbattista Baronchelli (ITA) | [ 2 ] |

## Classificació general
|     | Ciclista                       | Equip                  | Temps       |
| --- | ------------------------------ | ---------------------- | ----------- |
| 1.  | Gianbattista Baronchelli (ITA) | Scic                   | 24h 20' 30" |
| 2.  | Javier Elorriaga (ESP)         | Super Ser              | + 1' 05"    |
| 3.  | Joaquim Agostinho (POR)        | Teka                   | + 1' 15"    |
| 4.  | José Enrique Cima (ESP)        | Novostil-Transmallorca | + 1' 25"    |
| 5.  | Miguel Mari Lasa (ESP)         | Scic                   | + 1' 25"    |
| 6.  | José Nazabal (ESP)             | Kas                    | + 2' 02"    |
| 7.  | Pedro Torres (ESP)             | Super Ser              | + 3' 21"    |
| 8.  | Wladimiro Panizza (ITA)        | Scic                   | + 3' 27"    |
| 9.  | Luis Ocaña (ESP)               | Super Ser              | + 4' 21"    |
| 10. | Walter Riccomi (ITA)           | Scic                   | + 4' 30"    |